# Ironman Austria
Der Ironman Austria ist eine seit 1998 jährlich stattfindende Triathlon-Sportveranstaltung über die Ironman-Distanz (3,86 km Schwimmen, 180,2 km Radfahren und 42,195 km Laufen) im österreichischen Klagenfurt in Kärnten.

## Organisation

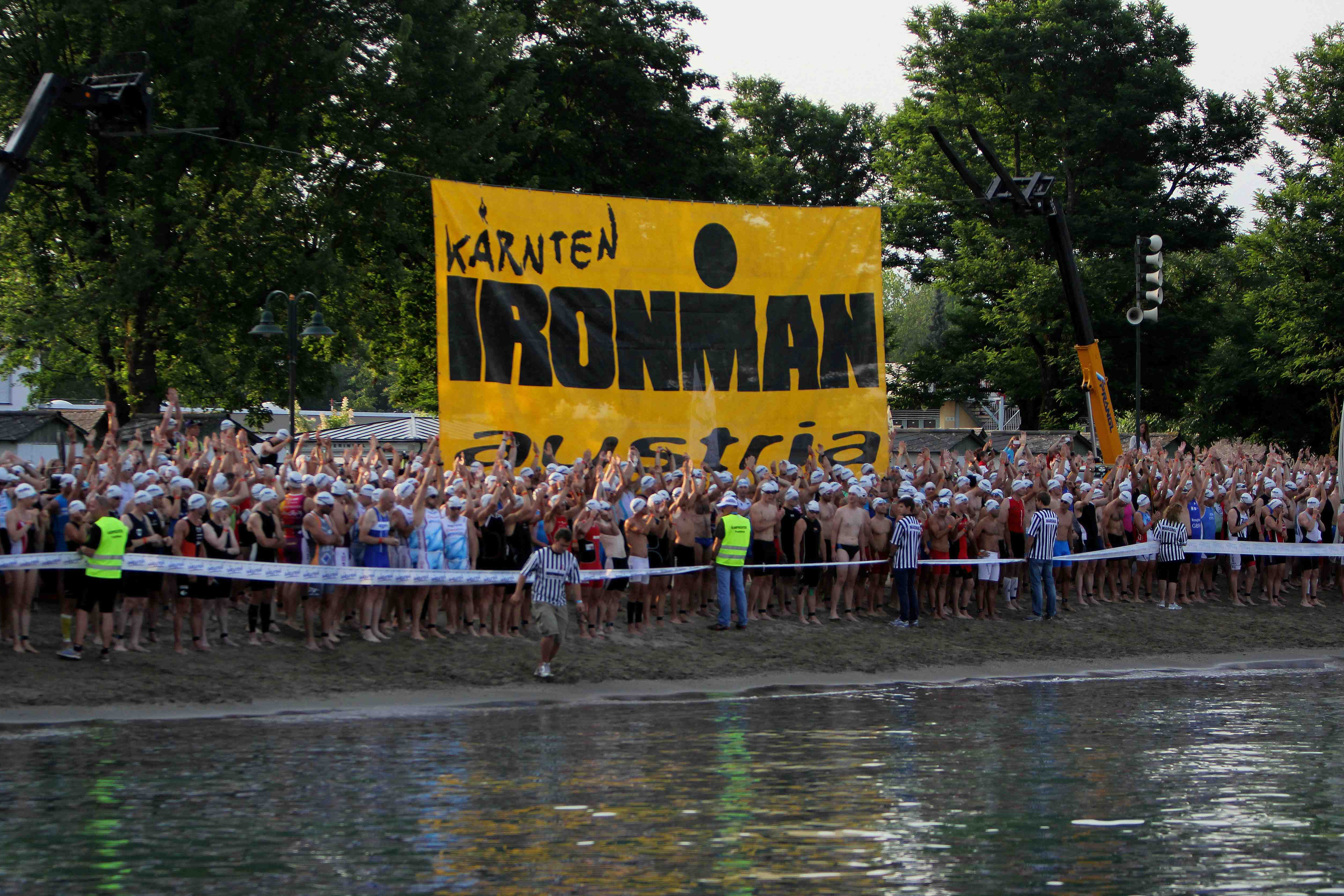
Start zum Ironman Austria 2012

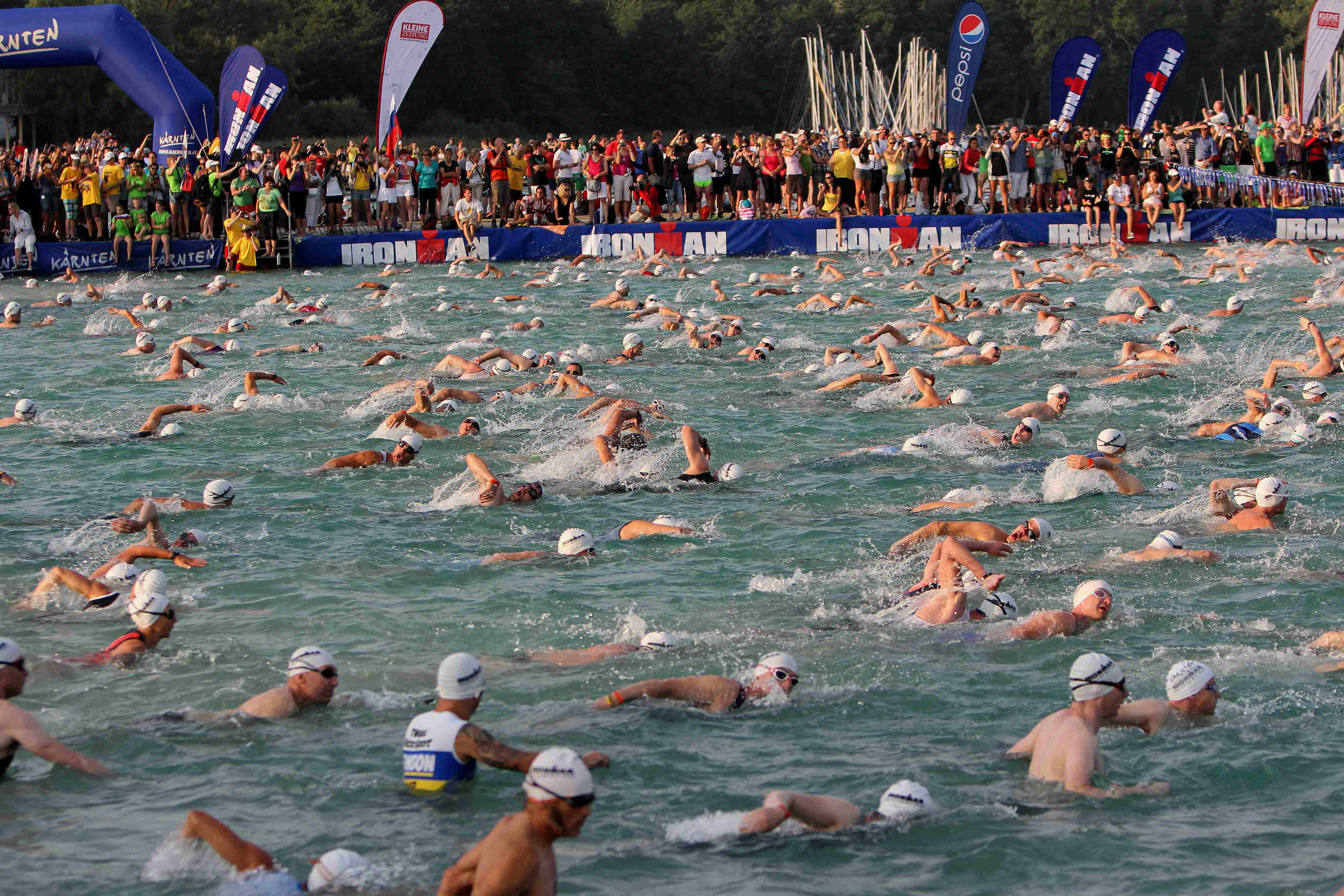
Schwimmen im Wörthersee

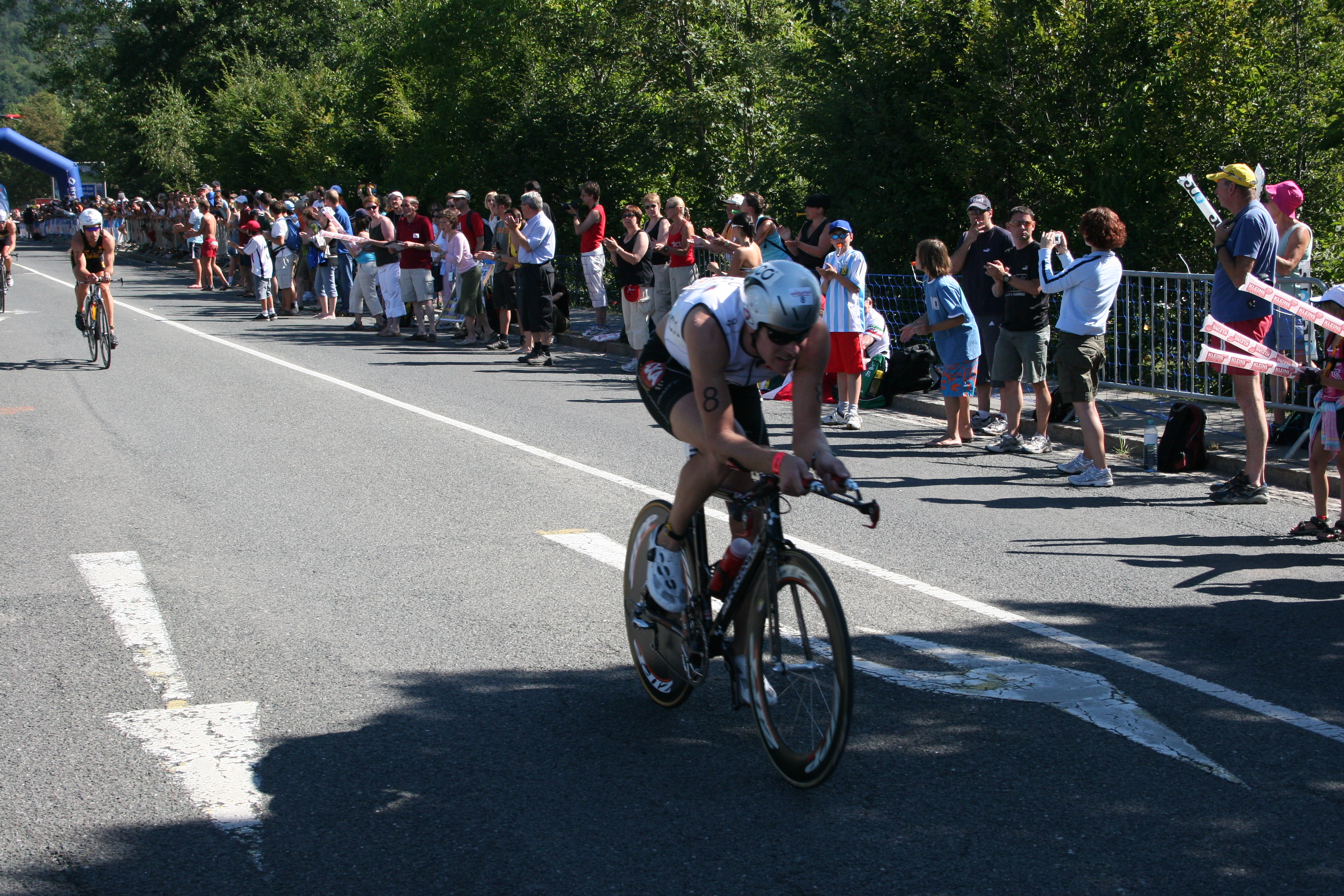
Der Däne Torbjørn Sindballe auf dem Rad 2006

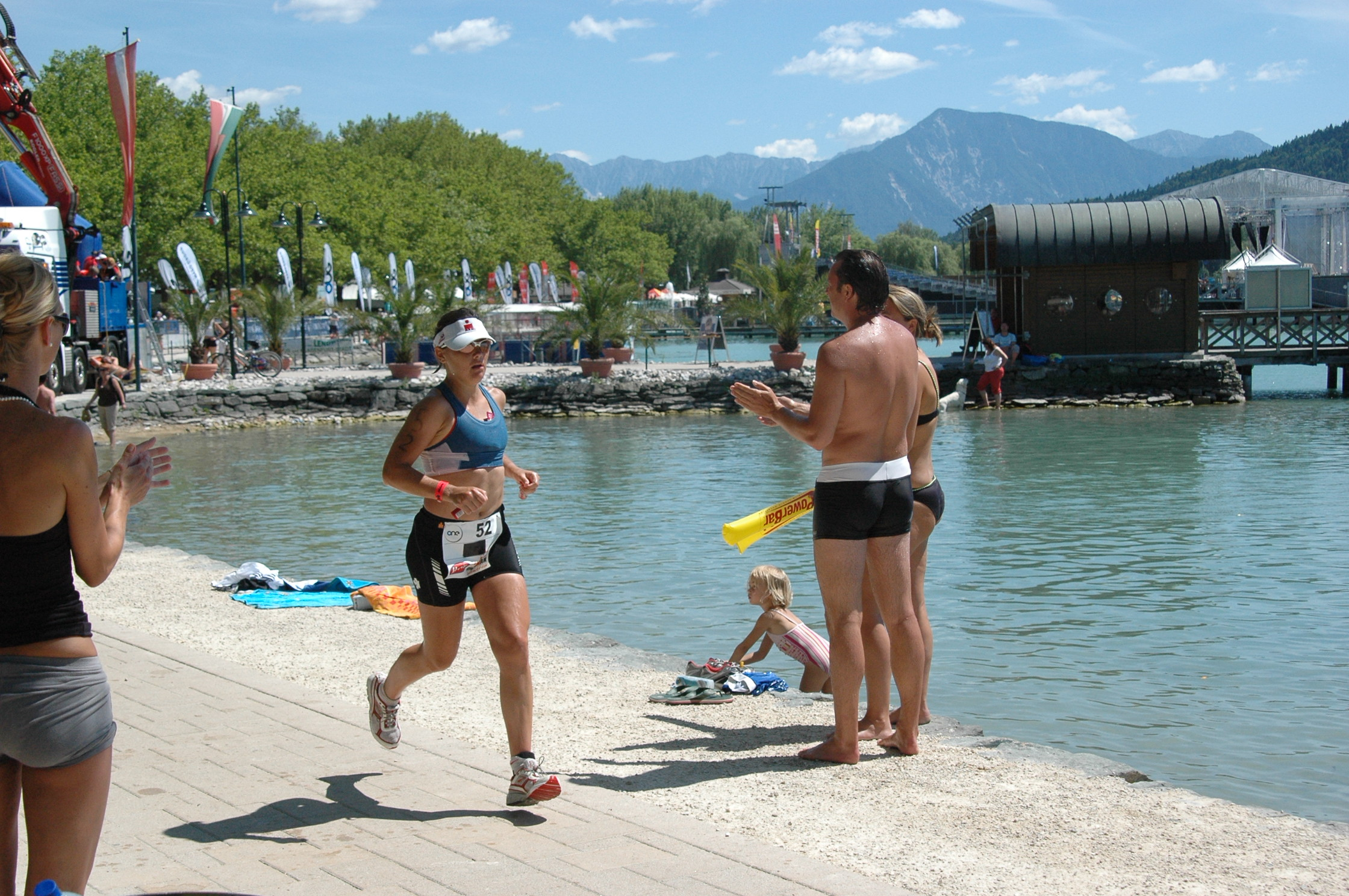
Die Führende Rebecca Preston auf der Laufstrecke am Wörthersee entlang (Siegerin 2006)

Der Ironman Austria war mit 2950 Startern (2014) einer der teilnehmerstärksten Bewerbe innerhalb der Ironman-Weltserie der World Triathlon Corporation. Amateure können sich hier über 50 auf die einzelnen Altersklassen verteilte Qualifikationsplätze für die Ironman World Championship in Kailua-Kona qualifizieren.
2016 wurden wegen der mittlerweile weltweit gestiegenen Anzahl von Qualifikationsbewerben in Klagenfurt nur noch 40 Hawaiislots vergeben.
Profi-Triathleten, die um die 75.000 USD Preisgeld in Klagenfurt kämpfen, können sich für den mit insgesamt 650.000 US-Dollar ausgeschriebenen Wettkampf in Hawaii über das Kona Pro Ranking System (KPR) qualifizieren. In Klagenfurt erhalten Sieger und Siegerin je 2000 Punkte, weitere Platzierte eine entsprechend reduzierte Punktzahl. Zum Vergleich: Der Sieger auf Hawaii erhält 8000 Punkte, die Sieger in Frankfurt, Texas, Florianópolis, Melbourne und Port Elizabeth jeweils 4000, bei den übrigen Ironman-Rennen entweder 1000 oder 2000 Punkte. Über die halbe Ironman-Distanz werden in Österreich seit 2007 der Ironman 70.3 Austria in St. Pölten sowie seit 2012 der Ironman 70.3 Zell am See-Kaprun ausgetragen. 2012 lag das Gesamtpreisgeld in Klagenfurt noch bei 50.000 US-Dollar. 2013 erhielten der Sieger und die Siegerin beim Ironman Austria je 12.500 Euro Preisgeld.
Bereits im Jahr 2005 versorgten 2000 Helfer die Athleten entlang der Strecke und insgesamt waren über 100.000 Zuseher entlang der Strecke anwesend. Auf Grund der rasanten Zunahme der Teilnehmer wurde der Ironman Austria am 3. Juli 2005 auch vom ORF mit einer dreistündigen Berichterstattung ins Programm aufgenommen.

2014 wurde erstmals das gesamte Rennen live im österreichischen Fernsehprogramm übertragen.
Der Ironman ist eine wichtige Einnahmequelle für die Tourismusbetriebe der Stadt Klagenfurt geworden, im Jahre 2004 wurden etwa 40.000 Nächtigungen gezählt. Der volkswirtschaftliche Nutzen wurde 2012 auf rund 8,2 Millionen Euro geschätzt. Das Organisations-Budget betrug 2012 2,2 Millionen Euro.
2012 wurden an den Labestationen an der Strecke und im Ziel 25.000 Liter Wasser, 8000 Liter Cola und 10.000 Liter Elektrolytgetränke in 60.000 Trinkbechern und 15.000 Trinkflaschen, 50.000 Schwämme zur Abkühlung sowie 10.000 Energie-Riegel, 10.000 Energie-Gels, 3 Tonnen Bananen, 1,5 Tonnen Orangen, 2000 Portionen Grillhendl sowie 2000 Stück Pizza an die Athleten ausgegeben.
Die Triathlonmesse, Wechselzelte u. a. ergaben zusammen über 3331,5 m² verbaute Zeltfläche. Bei der „Pasta Party“ am Freitag vor dem Rennen aßen die Athleten etwa zwei Tonnen Nudeln und 800 Salatköpfe.

## Geschichte

### Veranstalter
Initiatoren des Ironman Austria waren Georg Hochegger, Helge Lorenz und Stefan Petschnig.
Hochegger, Goldschmiede-Meister und Schmuck-Designer mit einem Atelier in Klagenfurt, bewarb Mitte der Neunzigerjahre in einem amerikanischen Fachblatt eine von ihm entworfene goldene Anstecknadel, die einen Triathleten symbolisierte und wurde daraufhin von Triathlonlegende Mark Allen kontaktiert. 1994 in Roth hatte Georg Hochegger seinen ersten Ironman absolviert, zwei Jahre später unterhielt er sich dort mit Mark Allen über die Modalitäten für Lizenzvergaben für Ironman-Wettbewerbe.
Helge Lorenz, einer der ersten Profi-Triathleten Österreichs, ließ sich von den Erzählungen seines Freundes Hochegger motivieren, einen Business Plan zu entwickeln, den er 1997 als Abschlussarbeit in seinem BWL-Studium mit Schwerpunkt Marketing & Organisationsentwicklung an der Universität Klagenfurt abgab. Das Konzept sah vor, über Vorveranstaltungen mit initial 300 Teilnehmern und 900 im dritten Jahr innerhalb von fünf Jahren eine Ironman-Lizenz nach Österreich zu holen.

Der Mut hinter diesem Plan wird deutlich, wenn man sich vor Augen führt, dass es damals keine Triathlonveranstaltung mit mehr als 400 Startern in Österreich gab.
Dritter im Bunde war Stefan Petschnig, dreifacher Österreichischer Staatsmeister im Schwimmen und mit Lorenz über die gemeinsamen Triathlonaktivitäten im ASV Maria Saal befreundet, damals Presseoffizier an der MilAk.
Noch 1997 gründeten die drei die Triangle Sports & Promotion GmbH und organisierten 1998 in Klagenfurt ihren ersten Triathlon unter dem Namen TriMania über die originale Ironman-Distanz. Mit dem Anspruch, gleich mehr Preisgeld als alle anderen zu zahlen, betrug das Budget 2 Millionen öS (145.000 Euro), ein Viertel davon verschlang alleine eine TV-Produktion. Aber statt der geplanten 300 Teilnehmer waren nur 124 dabei. Im Wettkampf fuhr ein Auto den Führenden an und aufgrund des Unfalls musste während des laufenden Bewerbs eine Streckenänderung erfolgen. Mangels Straßensperren wurden die Teilnehmer durch einen Oldtimer-Konvoi ausgebremst und darauf, eine Labestation im Ziel einzurichten, wurde schlicht vergessen. Dass der Fünfjahresplan Makulatur wurde, hatte aber einen ganz anderen Grund: Mittlerweile hegten zwei weitere österreichische Veranstalter Ambitionen auf eine Ironman-Lizenz. Trotzdem erhielt Hochegger kurze Zeit später von Mark Allen, der als Beobachter bei der Premiere vor Ort war, die Information, dass Triangle die Ironman-Lizenz erhält.
Statt geplanter 600 kamen 1999 zum ersten Ironman Austria mit 50 Qualifikationsplätzen für den Ironman Hawaii 802 Starter, im Jahr 2000 waren es 1138 Teilnehmer, 2001 kamen 1452 Athleten, 2002 1599, 2003 1686 und 2004 bereits 1891 Starter. 2005 wurde am 4. Jänner erstmals mit 2200 Anmeldungen „ausgebucht“ gemeldet. 2006 wurde der Ironman Austria mit 2417 Anmeldungen zu einem der weltweit teilnehmerstärksten Events unter dem Ironman-Label.

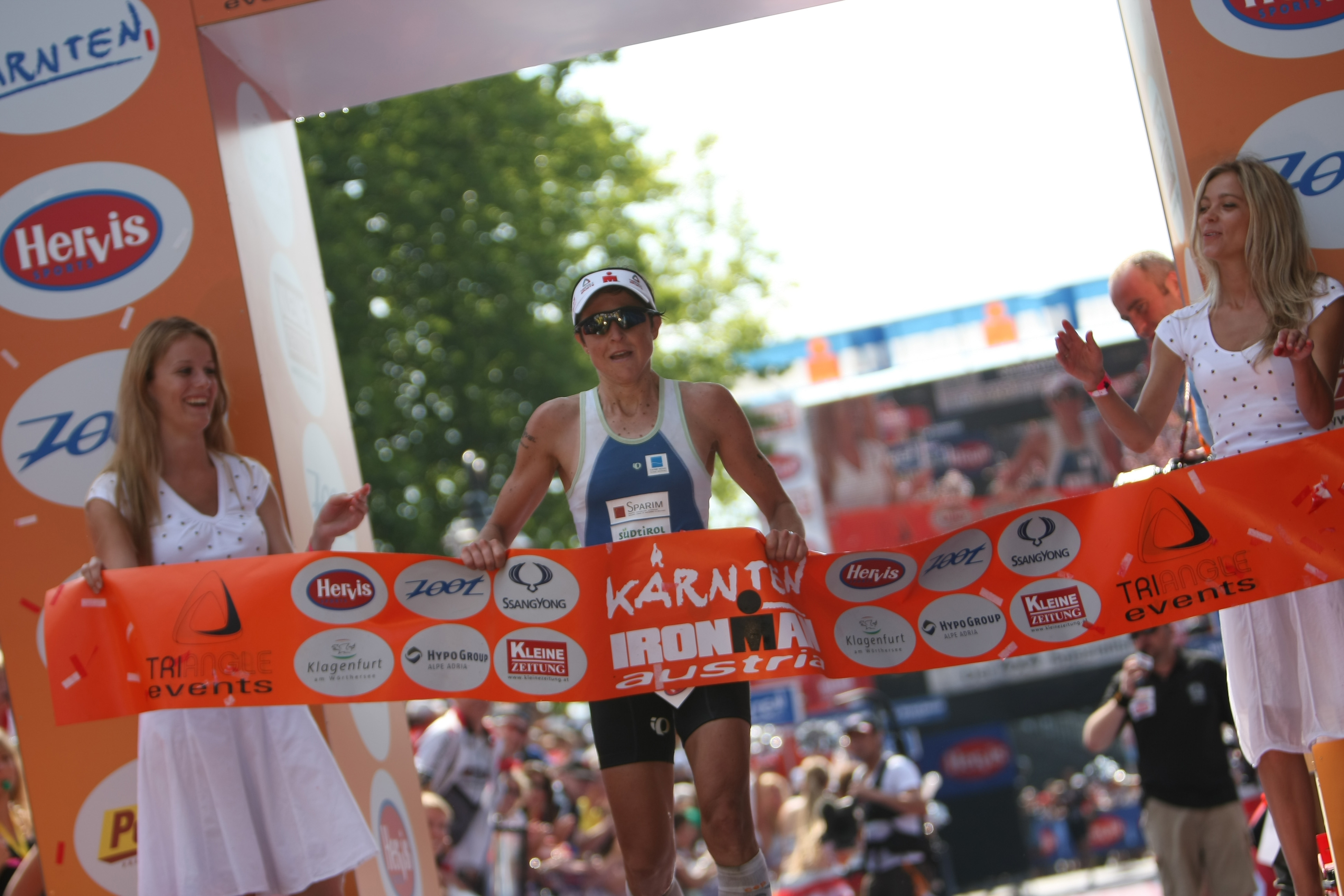
Die Siegerin Edith Niederfriniger im Ziel beim Ironman in Klagenfurt (2007)

Triangle, 2001 bereits für die Vergabe der Ironman-Lizenz nach Frankfurt verantwortlich, organisierte auch den Ironman France (seit 2002), den Ironman South Africa (seit 2004), den Ironman 70.3 St. Pölten (seit 2007), den Ironman 70.3 South Africa (seit 2008) sowie den heute nicht mehr ausgetragenen Ironman 70.3 Monaco (2005 bis 2009).
2008 wurde die World Triathlon Corporation (WTC), Lizenzgeberin von Triangle, von einer Investmentgesellschaft aufgekauft und änderte daraufhin ihre Strategie, Hawaii-Qualifikationsrennen nicht mehr wie bisher durch von ihr bis auf die Lizenzierung unabhängige Veranstalter ausrichten zu lassen, sondern sie jetzt selbst zu organisieren. Nach ersten Gesprächen im Oktober 2009 in Hawaii verkauften Hochegger, Lorenz und Petschnig 2010 die Rechte an ihren Veranstaltungen an die WTC.
Georg Hochegger schied aus dem Unternehmen aus und gründete die TriStar-Serie. Stefan Petschnig, der 2009 als Bürgermeister für Klagenfurt kandidierte, und Helge Lorenz blieben noch bis 2012 als CEO Europe, South Africa and Middle East bzw. Managing Director Business Development Europe & Middle East & Africa bei der WTC. Im August 2015 wurde der Verkauf des Veranstalters an den chinesischen Finanzinvestor Dalian Wanda bekannt gegeben.
Im Rahmen der publik gewordenen Dopingfälle von Lisa Hütthaler und Bernhard Kohl warf 2008 der Anti-Dopingexperte Prof. Hans Holdaus vom Institut für medizinische und sportwissenschaftliche Beratung (IMSB) Triangle als Veranstalter des Ironman Austria vor, Triangle habe eine „Anti-Dopingtest-Haltung“. Triangle wies die Vorwürfe zurück und stellte klar, dass die NADA bereits seit 2006 Dopingkontrollen beim Ironman Austria vornehme, den Tests haben sich die Top Drei der Herren und Damen sowie sechs weitere Profi- und Altersklassen-Athleten unmittelbar nach dem Rennen zu unterziehen. Außerdem kündigte Triangle an, die Anzahl der Kontrollen zukünftig auf mindestens 50 anzuheben.
Vor dem Wettkampf 2009 konkretisierte Triangle, dass im Ziel 20 Athleten kontrolliert würden. Dies betreffe die drei schnellsten Frauen und Männer, zwei weitere aus den Top Ten sowie stichprobenartige Kontrollen in den Altersklassen.
Für Aufregung sorgte 2009 die Teilnahme von Hannes Hempel, der nach seiner Startzusage ein Dopinggeständnis abgelegt hatte, daraufhin von Triangle von der Startliste genommen wurde. Nach Widerruf des Geständnisses durch Hannes Hempel erwirkte dieser eine einstweilige Verfügung, starten zu dürfen, Hempel wurde letztlich Neunter in 8:30:39 h und lag damit außerhalb der Preisgeldränge. Ein Jahr später erhielt Hannes Hempel eine lebenslange Sperre rückwirkend ab 2008. Auch 2014 wiederholte der Veranstalter die Kontrollen von Altersklassenathleten.
Die drei Gründer des Ironman Austria – Georg Hochegger, Helge Lorenz und Stefan Petschnig – wurden im Oktober 2014 für ihre Leistungen als erste Europäer mit der Aufnahme in die Ironman Hall of Fame ausgezeichnet. Patrick Schörkmayer ist der Renndirektor des Ironman Austria.

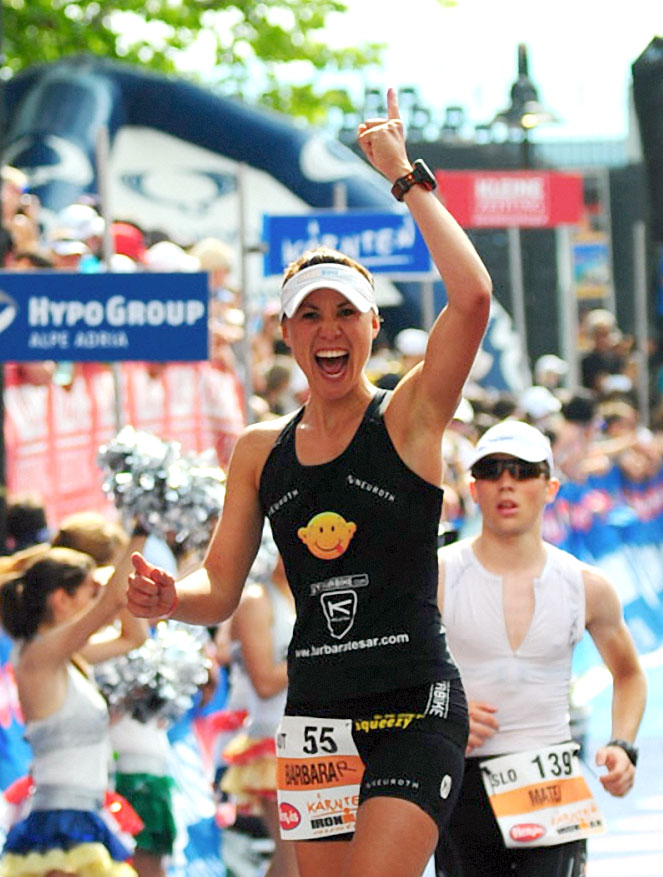
Die Grazerin Barbara Tesar beim Ironman Austria (Juli 2010)

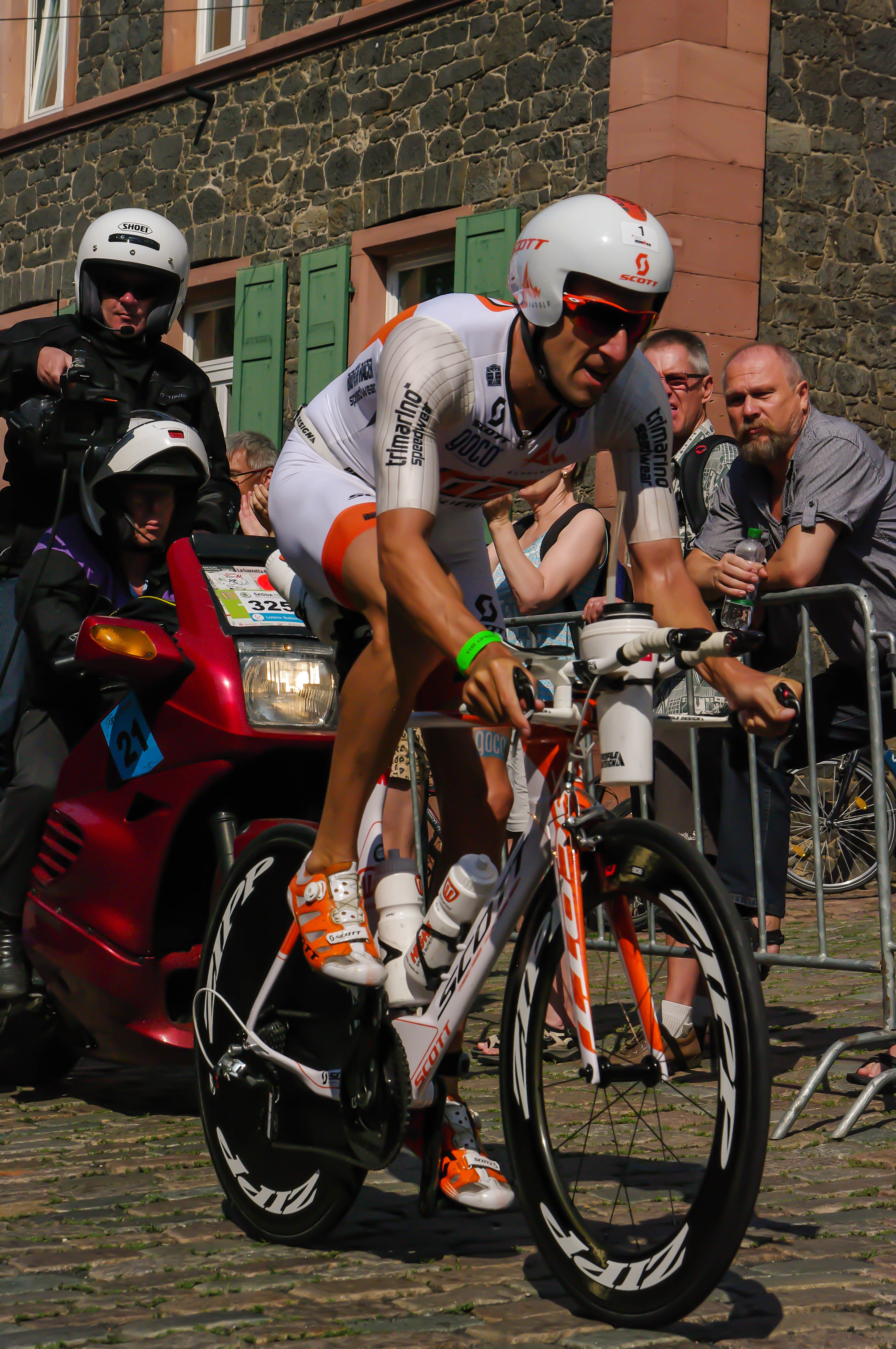
Marino Vanhoenacker – achtfacher Sieger des Ironman Austria

Bei den Männern sind Michael Weiss und Norbert Langbrandtner mit je drei Podiumsplatzierungen die erfolgreichsten heimischen Athleten. Bei den Frauen konnte die für Österreich startende Kate Allen (2003 und 2005) und die Kärntnerin Eva Wutti (2015 und 2017) zweimal in Klagenfurt siegen. Der Tirolerin Eva Dollinger gelang 2010 der Sieg beim Ironman Austria.

### Sportliche Historie
2011 erzielte der Belgier Marino Vanhoenacker bei seinem sechsten Sieg in Klagenfurt in Folge mit 7:45:58 h die weltweit schnellste bis dahin erreichte Zeit bei einem Ironman-Rennen.
2012 wurde wegen der hohen Wassertemperatur das Tragen von Neoprenanzügen verboten. Dieses Verbot gilt ab 24,5 °C und bei den Profis ist das schon ab 22 °C Wassertemperatur der Fall. In diesem Jahr gab es im Rennen Spitzentemperaturen von über 36 °C Lufttemperatur und der Sieger Faris Al-Sultan bezeichnete den Ironman Austria im Anschluss als „eines der härtesten Rennen meiner gesamten Karriere“.
2013 wurde das Starterfeld des Ironman Austria vergrößert und der Start in zwei Wellen aufgeteilt.
2015 wurden die 2897 erwarteten Athleten (87 % Männer und 13 % Frauen) bei der 18. Austragung hier erstmals in sieben Wellen nach Altersgruppen gestartet, um die Sicherheit und die Fairness auf der Strecke zu verbessern. Ursprünglich waren beim Ironman Austria alle Athleten gleichzeitig gestartet, was insbesondere auf der Radstrecke regelmäßig zu Problemen bei der Einhaltung des Windschattenverbots führte. Marino Vanhoenacker gewann 2015 mit der drittschnellsten je bei einem Ironman-Rennen erzielten Zeit.
2016 wurde der „Rolling Start“ eingeführt und es gewann Vanhoenacker zum achten Mal in Klagenfurt – als erster Athlet nach dem Schweizer Ronnie Schildknecht, der 2015 zum achten Mal den Ironman Switzerland gewinnen konnte. Im Juni 2016 konnte die Australierin Mirinda Carfrae mit ihrer Siegerzeit von 8:41:17 h einen neuen Streckenrekord erstellen und mit 2:49:06 Stunden erzielte sie auch die zweitschnellste je bei einem Ironman-Rennen auf der Marathon-Distanz erzielte Zeit.
2017 fand das Rennen in Klagenfurt am ersten Wochenende im Juli statt. Die Mängel auf der Rad- und Laufstrecke, die nach einem kalten Winter aufgetreten waren, konnten 2017 vor dem Rennen noch von der Straßenverwaltung ausgebessert werden. Die Strecken wurden in diesem Jahr etwas angepasst und die Distanz auf dem Rad betrug nun erstmals korrekte 180 km, der Marathon war 42,1 km lang und die Finisher-Zeiten lagen über jenen der Vorjahre.
Ein 58-Jähriger aus Wiener Neustadt stürzte in Sankt Jakob im Rosental bewusstlos vom Rad, wurde von einem Notarzt von der Rennstrecke erstversorgt und starb nach Rettungshubschraubertransport im Krankenhaus; vermutet wird akutes Herzversagen.
2018 wurde der Ironman Austria am 1. Juli zum 21. Mal ausgetragen. Das Rennen der Männer entschied Michael Weiss als erster österreichischer Athlet für sich und obwohl es nach dem Schwimmen mit der überraschenden Beatrice Weiß und dann mit der lange Zeit führenden Lisa Hütthaler nach einem möglichen österreichischen Doppelerfolg aussah, wurde diese auf der Laufstrecke noch von der Deutschen Mareen Hufe überholt.
2019 wurden hier im Rahmen der 22. Austragung am 7. Juli nach 2016 zum achten Mal die Österreichischen Triathlon-Staatsmeisterschaften auf der Langdistanz ausgetragen. Erstmals führte der neue Radkurs nur über eine Runde und das Starterfeld wurde auf bis zu 4000 Athleten vergrößert.
2020 musste der Ironman Austria im Rahmen der Ausbreitung der Coronavirus-Pandemie zunächst vom 5. Juli auf den 20. September verschoben und schließlich abgesagt werden.
2021 wurden hier zum neunten Mal die Österreichischen Triathlon-Staatsmeisterschaften auf der Langdistanz ausgetragen.
2022 wurde der Ironman Austria wieder ohne COVID-19-Beschränkungen ausgetragen, wobei 2158 Athleten das Ziel erreichten.
2024 konnte der Franzose Denis Chevrot das Rennen nach 2021 zum zweiten Mal für sich entscheiden. Bei den Frauen waren im Juli keine Profi-Athletinnen am Start.
2025 wurde das Frauenrennen als reine Altersklassen-Konkurrenz ausgetragen.

### Qualifikationszeiten für den Ironman Hawaii
In der folgenden Tabelle ist jeweils die Finisherzeit des höchstplatziertesten Teilnehmers, der noch eine Qualifikationsplatz für den Ironman Hawaii in Anspruch nahm, aufgeführt. Dies ist jeweils abhängig davon, wie viele regulär qualifizierte Teilnehmer ihren Anspruch auf eine Anmeldung zum Ironman Hawaii nicht wahrnehmen. So löste 2015 beispielsweise erst der 49. der M45 den letzten Slot in seiner Altersklasse ein, in der W40 wurde der Slot bis zu Rang sieben durchgereicht. 2016 wurde die Zahl der Hawaii-Slots von bisher 50 auf 40 reduziert.
| M18 | 09:54:53 | 09:11:11 | 09:13:42 | 09:04:50 | 10:05:32 | W18 | 12:36:21 | 16:31:36 | 10:58:29 | 11:25:02 |          |
| M25 | 09:15:03 | 09:10:01 | 09:07:18 | 08:59:51 | 09:37:56 | W25 | 09:41:24 | 10:08:06 | 10:39:57 | 09:47:14 | 10:46:11 |
| M30 | 09:11:58 | 09:04:41 | 09:11:53 | 08:51:22 | 09:34:52 | W30 | 09:50:26 | 09:51:49 | 09:32:09 | 09:55:16 | 10:28:42 |
| M35 | 09:24:06 | 09:09:18 | 09:14:50 | 09:01:04 | 09:45:09 | W35 | 09:53:28 | 10:04:29 | 09:56:29 | 09:24:32 | 10:34:28 |
| M40 | 09:24:35 | 09:06:17 | 09:27:25 | 09:10:59 | 09:54:15 | W40 | 11:04:04 | 09:56:18 | 11:43:48 | 10:23:02 | 10:41:14 |
| M45 | 10:19:52 | 09:33:55 | 09:24:13 | 09:19:21 | 10:13:12 | W45 | 10:51:15 | 11:02:59 | 10:35:42 | 10:12:27 | 11:15:06 |
| M50 | 09:45:52 | 09:56:01 | 09:55:51 | 09:43:01 | 10:45:39 | W45 | 10:51:15 | 11:02:59 | 10:35:42 | 10:12:27 | 11:15:06 |
| M55 | 09:57:40 | 09:49:35 | 10:05:39 | 09:49:38 | 10:56:00 | W50 | 11:00:45 | 10:34:50 | 10:49:40 | 10:44:10 | 11:50:45 |
| M60 | 10:38:42 | 11:36:05 | 09:54:32 | 10:37:56 | 12:12:48 | W60 |          | 14:18:03 | 12:51:24 | 14:32:04 | 14:14:33 |
| M65 | 10:56:21 | 11:38:56 | 10:42:16 | 12:07:59 | 11:06:33 | W65 |          |          | 16:21:12 |          |          |
| M70 | 12:45:04 | 12:45:02 | 13:23:38 | 14:02:15 | 14:25:45 |     |          |          |          |          |          |
| M75 |          | 14:37:51 |          |          |          |     |          |          |          |          |          |

## Streckenverlauf

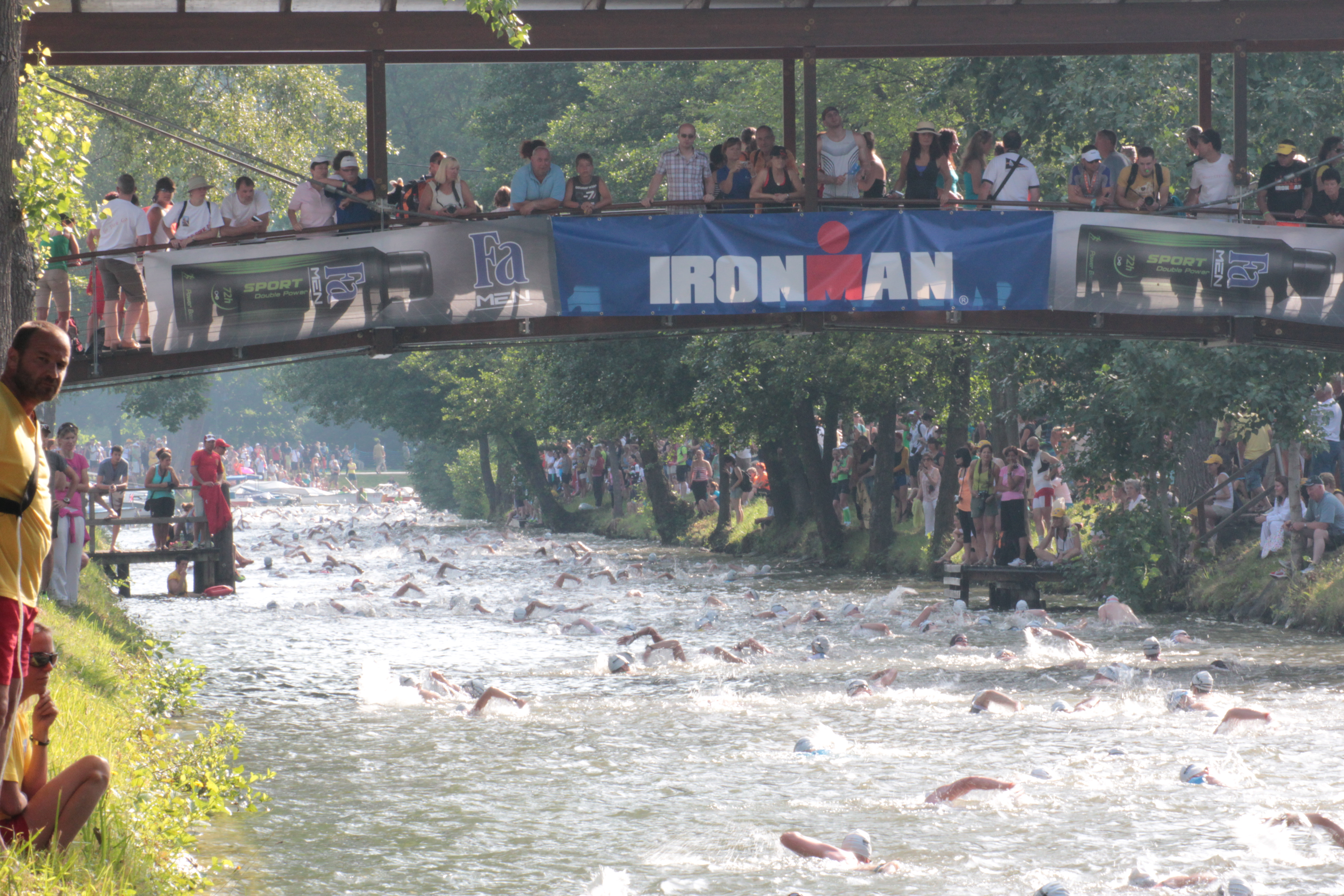
Übergang vom Wörthersee in den Lendkanal

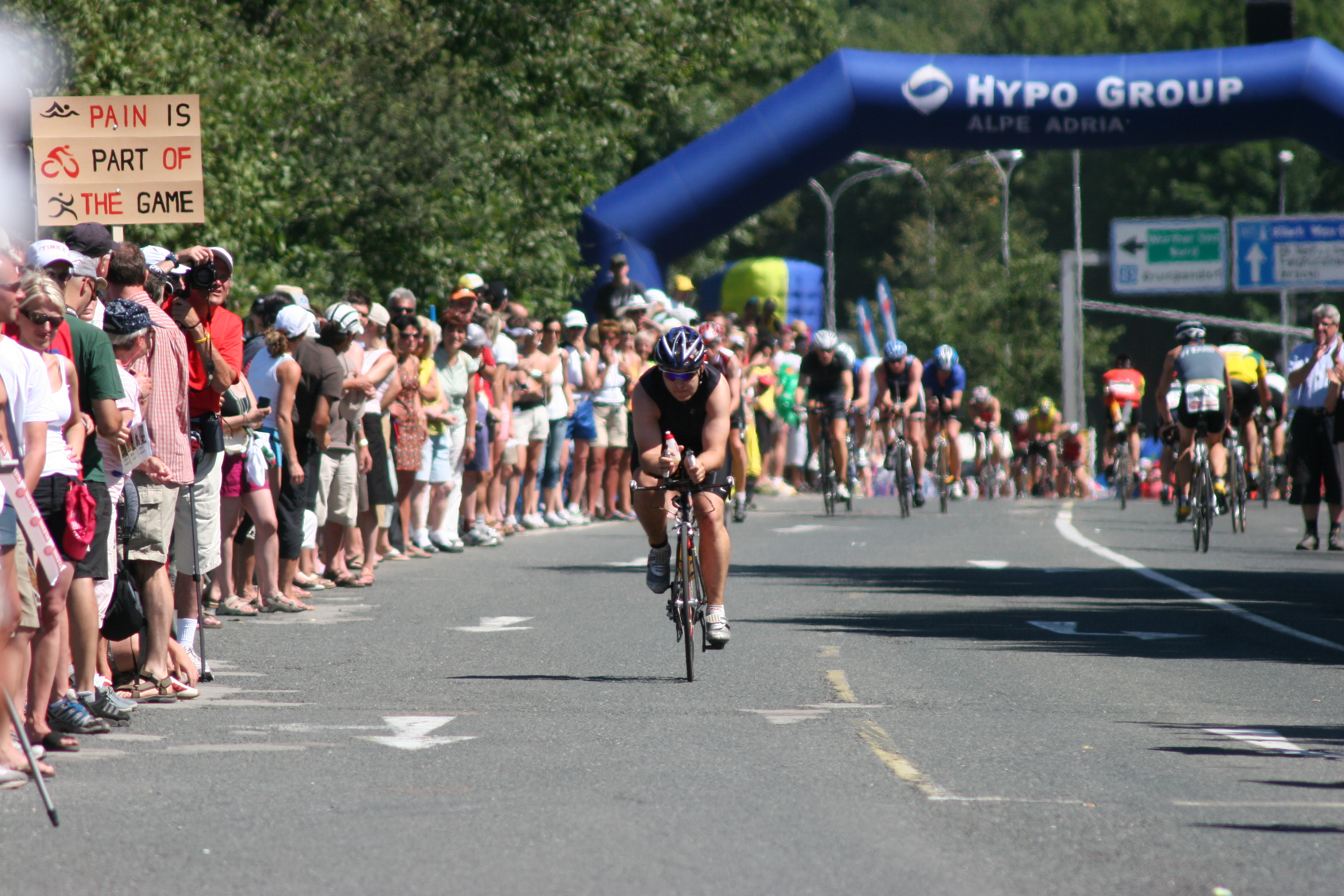
Dichtes Zuschauerspalier in der Nähe des Wendepunktes beim Minimundus

- Die Schwimmdistanz über 3,8 km startet im Strandbad Klagenfurt und ist ein einmal zu absolvierender Kurs im Wörthersee. Der Start in der Wörthersee-Ostbucht gehört zu den Zuschauermagneten der Veranstaltung. Nach dem Start führt die Strecke zunächst geradeaus in den See, bis sie nach 1500 m nach links in Richtung Strandbad Maiernigg abknickt. Die letzten 900 m führen durch den Lendkanal, wo eine durchgehende Zuschauerkette entlang der Böschung nur wenige Meter von den Schwimmern getrennt ist. Der Schwimmausstieg befindet sich in der Bucht des Seepark-Hotels.

Bis 2005 war die Boje bereits nach 800 m zu umschwimmen und die Schwimmstrecke war durch einen Landgang unterbrochen, seit 2006 gibt es die Schwimmstrecke in der heutigen Form.
2012 war erstmals in der Geschichte des Ironman Austria das Tragen von Neoprenanzügen verboten. Gemäß aktuellem Reglement ist – abweichend vom normalen ÖRTV/ITU-Reglement – ab einer Wassertemperatur von 24,5 °C das Tragen von Neoprenanzüge für Amateure sowie bei einer Wassertemperatur über 22 °C für Profis verboten.
- Die 180 km lange Raddistanz bestand bis 2005 aus drei Runden à 60 km. Seit 2006 gibt es eine zusätzliche Schleife zum Faaker See und die Radstrecke bestand nur mehr aus zwei Runden über 1680 Höhenmeter. Durch die Verlängerung entfielen nach Berechnungen der Veranstalter über 60.000 Überrundungen.[40] Die Anzahl zugelassener Starter wurde allerdings seither gegenüber 2005 um rund 36 % erhöht. Die Athleten machten seit 2017 zusätzliche Kilometer bei der Schleife zum Wörthersee-Stadion in der ersten Runde. Am Anstieg von St. Egyden zum Rupertiberg erwartete die Teilnehmer ein dichtes Zuschauerspalier und weitere Stimmungsnester befanden sich in Egg am Faaker See sowie beim Wendepunkt am Minimundus.

2019 wurde vom Veranstalter die Radstrecke geändert und diese auf einen einmal zu fahrenden Rundkurs entlang des Wörthersees und durch den Kärntner Zentralraum mit St. Veit und Feldkirchen verlegt. Die Sportler starteten seit 2019 von der Wechselzone beim Klagenfurter Seeparkhotel bzw. der Alpen-Adria-Universität über Hallegg, Lendorf und das Zollfeld Richtung Sankt Veit. Befahren wurde dabei die gesperrte S37. Von St. Veit ging es über Liebenfels nach Feldkirchen, wo dann Richtung Oberglan abgebogen wurde. In einer kleinen Zusatzschleife führte die Strecke dann über Tigring nach Moosburg, Krumpendorf und zurück zum Seepark Hotel, von wo es auf den bisherigen Teil der Radstrecke ging. Der „alte“ Streckenverlauf – die Radstrecke entlang des Wörther und Faaker Sees – blieb als zweites Teilstück vollständig erhalten.
Bei der 26. Austragung im Juni 2024 soll die Radstrecke wieder über eine zweimal zu durchfahrende Runde führen.
- Die Laufstrecke über die Marathondistanz verläuft ebenso über einen zweimal zu absolvierenden Kurs. Die Strecke verläuft sehr flach aus der Wechselzone entlang dem Nordufer des Wörthersees zum ersten Wendepunkt nach Krumpendorf. Anschließend führt die Strecke durch den Europapark und am Lendkanal entlang bis zum zweiten Wendepunkt rund um den Lindwurmbrunnen, von wo es wieder am Lendkanal entlang Richtung Ziel und zweiter Runde geht. Seit 2017 wird eine zusätzliche Schleife auf beiden Runden in Krumpendorf gelaufen. Das Ziel liegt am Metnitzstrand.

## Streckenrekorde
| Streckenrekorde in Klagenfurt  | Streckenrekorde in Klagenfurt | Streckenrekorde in Klagenfurt | Streckenrekorde in Klagenfurt                 |
| ------------------------------ | ----------------------------- | ----------------------------- | --------------------------------------------- |
|                                | Marino Vanhoenacker           | 7:45:58 h                     | 2011: Weltbestzeit der Ironman-Serie bis 2016 |
|                                | Laura Philipp                 | 8:35:35 h                     | 2021                                          |
| Disziplinrekorde in Klagenfurt |                               |                               |                                               |
| Schwimmen                      |                               |                               |                                               |
|                                | Bart Colpaert                 | 42:54 min                     | 2013                                          |
|                                | Simone Brändli                | 45:51 min                     | 2014                                          |
| Radfahren                      |                               |                               |                                               |
|                                | Marino Vanhoenacker           | 4:11:47 h                     | 2015                                          |
|                                | Mirinda Carfrae               | 4:47:38 h                     | 2016                                          |
| Laufen                         |                               |                               |                                               |
|                                | Wiktor Sjemzew                | 2:39:57 h                     | 2016                                          |
|                                | Mirinda Carfrae               | 2:49:06 h                     | 2016                                          |

## Siegerliste
| N ° | Datum/Jahr    | Männer                                  | Männer                                  | Männer                                  | Frauen                                  | Frauen                                  | Frauen                                  |
| N ° | Datum/Jahr    | Erster Platz                            | Zweiter Platz                           | Dritter Platz                           | Erster Platz                            | Zweiter Platz                           | Dritter Platz                           |
| --- | ------------- | --------------------------------------- | --------------------------------------- | --------------------------------------- | --------------------------------------- | --------------------------------------- | --------------------------------------- |
| 27  | 15. Juni 2025 | Finn Große-Freese                       | Michael Weiss                           | Kristian Grue                           | Chiara Marita Szolderits                | Hannah Rössler                          | Gudrun Steiner                          |
| 26  | 16. Juni 2024 | Denis Chevrot -2-                       | Arthur Horseau                          | Jon Serveraas Breivold                  | Marit Lindemann                         | Natasha Harris-White                    | Eva Berger                              |
| 25  | 18. Juni 2023 | Mathias Petersen                        | Cameron Wurf                            | Georg Enzenberger                       | Lotte Wilms                             | Gabriele Obmann                         | Laura Zimmermann                        |
| 24  | 3. Juli 2022  | Iwan Tutukin                            | Michael Weiss                           | Łukasz Wójt                             | Magdalena Lenz                          | Enikö Molnar                            | Jenni Paglia                            |
| 23  | 19. Sep. 2021 | Denis Chevrot                           | Rasmus Svenningsson                     | Arnaud Guilloux                         | Laura Philipp SR                        | Katharina Grohmann                      | Gabriele Obmann                         |
| 23  | 20. Sep. 2020 | aufgrund der COVID-19-Pandemie abgesagt | aufgrund der COVID-19-Pandemie abgesagt | aufgrund der COVID-19-Pandemie abgesagt | aufgrund der COVID-19-Pandemie abgesagt | aufgrund der COVID-19-Pandemie abgesagt | aufgrund der COVID-19-Pandemie abgesagt |
| 22  | 7. Juli 2019  | Daniel Lund Bækkegård                   | Stenn Goetstouwers                      | David Pleše                             | Daniela Ryf                             | Bianca Steurer                          | Heini Hartikainen                       |
| 21  | 1. Juli 2018  | Michael Weiss                           | Iwan Tutukin                            | Andy Potts                              | Mareen Hufe                             | Lisa Hütthaler                          | Emma Pallant                            |
| 20  | 2. Juli 2017  | Jan Frodeno                             | Eneko Llanos                            | Wiktor Sjemzew                          | Eva Wutti -2-                           | Corinne Abraham                         | Michelle Vesterby                       |
| 19  | 26. Juni 2016 | Marino Vanhoenacker -8-                 | Wiktor Sjemzew                          | Alessandro Degasperi                    | Mirinda Carfrae SR                      | Michaela Herlbauer                      | Elisabeth Gruber                        |
| 18  | 28. Juni 2015 | Marino Vanhoenacker -7-                 | Michael Weiss                           | Iván Raña                               | Eva Wutti                               | Lisa Hütthaler                          | Sarah Piampiano                         |
| 17  | 29. Juni 2014 | Iván Raña                               | Christian Kramer                        | David Pleše                             | Linsey Corbin -2-                       | Simone Brändli                          | Lisa Hütthaler                          |
| 16  | 30. Juni 2013 | Andreas Raelert                         | Maik Twelsiek                           | David Pleše                             | Erika Csomor -2-                        | Åsa Lundström                           | Eimear Mullan                           |
| 15  | 1. Juli 2012  | Faris Al-Sultan                         | Daniel Fontana                          | Pedro Gomes                             | Linsey Corbin                           | Erika Csomor                            | Michaela Rudolf                         |
| 14  | 3. Juli 2011  | Marino Vanhoenacker -6- SR              | Michael Weiss                           | Albert Marko                            | Mary Beth Ellis                         | Erika Csomor                            | Diana Riesler                           |
| 13  | 4. Juli 2010  | Marino Vanhoenacker -5-                 | Dennis Devriendt                        | Michael Weiss                           | Eva Maria Dollinger                     | Karina Ottosen                          | Beate Görtz                             |
| 12  | 5. Juli 2009  | Marino Vanhoenacker -4-                 | James Cunnama                           | Stephen Bayliss                         | Bella Bayliss                           | Sonja Tajsich                           | Lucie Zelenková                         |
| 11  | 13. Juli 2008 | Marino Vanhoenacker -3-                 | Stephen Bayliss                         | Hannes Hempel                           | Sandra Wallenhorst                      | Bella Comerford                         | Edith Niederfriniger                    |
| 10  | 8. Juli 2007  | Marino Vanhoenacker -2-                 | Norbert Langbrandtner                   | Maximilian Longrée                      | Edith Niederfriniger                    | Veronika Hauke                          | Rebecca Preston                         |
| 9   | 16. Juli 2006 | Marino Vanhoenacker                     | Hektor Llanos                           | Eneko Llanos                            | Rebecca Preston                         | Lori Bowden                             | Veronika Hauke                          |
| 8   | 5. Juli 2005  | Raynard Tissink                         | Norbert Langbrandtner                   | Werner Leitner                          | Kate Allen -2-                          | Edith Niederfriniger                    | Veronika Hauke                          |
| 7   | 4. Juli 2004  | Wiktor Sjemzew -3-                      | Raynard Tissink                         | Olaf Sabatschus                         | Erika Csomor                            | Andrea Brede                            | Jessica Draskau-Petersson               |
| 6   | 6. Juli 2003  | Wiktor Sjemzew -2-                      | Bruno von Flüe                          | Tibor Lehmann                           | Kate Allen                              | Edith Niederfriniger                    | Wendy Ingraham                          |
| 5   | 7. Juli 2002  | Wiktor Sjemzew                          | Norbert Langbrandtner                   | Olaf Sabatschus                         | Lori Bowden -2-                         | Kate Allen                              | Imke Schiersch                          |
| 4   | 1. Juli 2001  | Jürgen Zäck -2-                         | Rainer Müller-Hörner                    | Petr Vabroušek                          | Lori Bowden                             | Wendy Ingraham                          | Ariane Gutknecht                        |
| 3   | 23. Juli 2000 | Jürgen Zäck                             | Tim DeBoom                              | Rainer Müller-Hörner                    | Wendy Ingraham -3-                      | Tamara Kozulina                         | Lori-Lynn Leach                         |
| 2   | 12. Juli 1999 | Peter Reid                              | Olaf Sabatschus                         | Stefan Holzner                          | Wendy Ingraham -2-                      | Beth Zinkand                            | Beth Thomson                            |
| 1   | 19. Juli 1998 | Stefan Holzner                          | Attila Fazekas                          | Jason Shortis                           | Wendy Ingraham                          | Katja Mayer                             | Raeleigh Tennant                        |